# Ладуа-Серриньи
Ладуа́-Серриньи́ (фр. Ladoix-Serrigny) — коммуна во Франции, находится в регионе Бургундия. Департамент коммуны — Кот-д’Ор. Входит в состав кантона Бон-Юг. Округ коммуны — Бон.
Код INSEE коммуны — 21606.

## Население
Население коммуны на 2010 год составляло 1805 человек.
| 1962 | 1968 | 1975 | 1982 | 1990 | 1999 | 2010 |
| ---- | ---- | ---- | ---- | ---- | ---- | ---- |
| 1012 | 1106 | 1139 | 1311 | 1549 | 1620 | 1805 |

## Экономика
В 2010 году среди 1170 человек трудоспособного возраста (15—64 лет) 932 были экономически активными, 238 — неактивными (показатель активности — 79,7 %, в 1999 году было 75,5 %). Из 932 активных жителей работали 866 человек (440 мужчин и 426 женщин), безработных было 66 (37 мужчин и 29 женщин). Среди 238 неактивных 88 человек были учениками или студентами, 97 — пенсионерами, 53 были неактивными по другим причинам.